# Svenska pistolskytteförbundet
Svenska pistolskytteförbundet, SPSF, är en frivillig försvarsorganisation som bedriver tränings- och tävlingsskytte med pistol. I den frivillig försvarsverksamheten bedrivs verksamheten av frivilliga till förmån för Sveriges totalförsvar.
Föreningen består (2021) av omkring 20 000 medlemmar.

## Verksamhet

### MedlemstidningNationellt Pistolskytte
Förbundets medlemstidning heter Nationellt Pistolskytte och ges ut fyra gånger per år i ca. 17.000 exemplar. Chefredaktörer för tidningen är Peter Stålbrand och Anna Stålbrand. Förbundets generalsekreterare Nils-Anders Ekberg är ansvarig utgivare.

## Organisation

### Förbundsstyrelsens ordförande
- Mike Winnerstig[3]

### Generalsekrereterare
- Nils-Anders Ekberg.[4]